# Carnival of Lost Souls
Carnival of Lost Souls – piąty album studyjny duetu muzycznego Nox Arcana, luźno oparty na powieści Something Wicked this Way Comes Raya Bradbury’ego. Wydany 6 czerwca 2006 roku przez wytwórnię Monolith Graphics. Na tej płycie Nox Arcana prezentuje styl muzyki, który jest typowy dla XIX–XX wczesnego cyrku, czy też wodewilu, aczkolwiek o bardziej złowieszczym, mrocznym tonem i wrażeniem.

## Motyw
Utwór Calliope jest melodią wykonaną na organach piszczałkowych, przypomina bardziej lament niż coś świątecznego, a utwór Madame Endora to fragment narracji przedstawiający poważny głos wróżki, która ostrzega słuchacza, że "nadchodzi burza" i aby "się wystrzegać". Inne utwory są akcentowane efektami dźwiękowymi, które można było usłyszeć w obozowisku wędrownego cyrku: udręczone, gorzkie krzyki dziwolągów podczas imprezy towarzyszącej, głos konferansjera lub karnawałowego naganiacza, strzelanie z bicza, odległe ryki zwierząt i grzechot łańcuchów. Utwór Snake Charmer łączy w sobie egzotyczne bębnienie z piszczałką i saggatem przy dźwiękach grzechotnika.
Utwór Spellbound to jedyna piosenka na albumie, która zawiera pełne wypowiedzi i męskie wokale. Został nagrany dwukrotnie na płycie, raz jako trzeszcząco brzmiące nagranie na wzór odtwarzanego na starej maszynie Victrola, a także w wersji gotycko-metalowej jako ukryty utwór na końcu płyty.
Nox Arcana wydało imprezę z okazji wydania płyty CD, która zbiegła się z datą wydania albumu 06.06.06 i wyolbrzymić przesądy otaczające tę datę w atmosferze przerażającego karnawału. Rockowa wersja Spellbound została wykonana na żywo.
Carnival of Lost Souls jest jednym z trzech albumów nagranych przez Nox Arcana na przestrzni jednego roku. Wcześniej ukazały się dwa pełnowymiarowe albumy co roku.
Muzyka z Carnival of Lost Souls jest regularnie wykorzystywana na nawiedzonej atrakcji Knott’s Scary Farm, "Carnevil".

## Lista utworów
| Nr  | Tytuł                   | Czas |
| --- | ----------------------- | ---- |
| 1.  | "Ghosts of the Midway"  | 1:48 |
| 2.  | "After Hours"           | 2:16 |
| 3.  | "Harlequin’s Lament"    | 3:39 |
| 4.  | "Calliope"              | 2:46 |
| 5.  | "Madame Endora"         | 1:03 |
| 6.  | "Nightmare Parade"      | 2:38 |
| 7.  | "Shadows Fall"          | 2:18 |
| 8.  | "Hall of Mirrors"       | 1:32 |
| 9.  | "Spellbound"            | 1:04 |
| 10. | "Cries in the Night"    | 1:21 |
| 11. | "Soul Stealer"          | 2:28 |
| 12. | "Haunted Carousel"      | 3:12 |
| 13. | "Theatre of Sorrows"    | 2:35 |
| 14. | "Living Dolls"          | 2:52 |
| 15. | "Lost in the Darkness"  | 4:15 |
| 16. | "Snake Charmer"         | 4:26 |
| 17. | "Freaks"                | 1:24 |
| 18. | "Circus Diabolique"     | 3:24 |
| 19. | "Pandora’s Music Box"   | 3:08 |
| 20. | "The Devil’s Daggers"   | 3:17 |
| 21. | "Storm" (+hidden track) | 2:40 |

- Ukryty utwór zawiera rockową wersję utworu Spellbound. Słowa i muzyka są autorstwa Josepha Vargo, wokal w wykonaniu Jima Hamar, gitara w wykonaniu Jeffa Endemann. W utworze Vargo wypowiada frazę "By the pricking of my thumb, something wicked this way comes..."